# Stéblová (stacja kolejowa)
Stéblová – stacja kolejowa w Stéblovej, w kraju pardubickim, w Czechach. Znajduje się na wysokości 225 m n.p.m.
Na stacji nie ma możliwości zakupu biletów, a obsługa podróżnych odbywa się w pociągu.

## Linie kolejowe
- 031 Pardubice - Hradec Králové - Jaroměř